# Agalinis acuta
Agalinis acuta är en snyltrotsväxtart som beskrevs av Eugene Pintard Bicknell. Agalinis acuta ingår i släktet Agalinis och familjen snyltrotsväxter. Inga underarter finns listade i Catalogue of Life.